# Timavo
Der Timavo ist ein etwa zwei Kilometer langer Fluss bei Monfalcone in Friaul-Julisch Venetien in Italien.

## Geographie

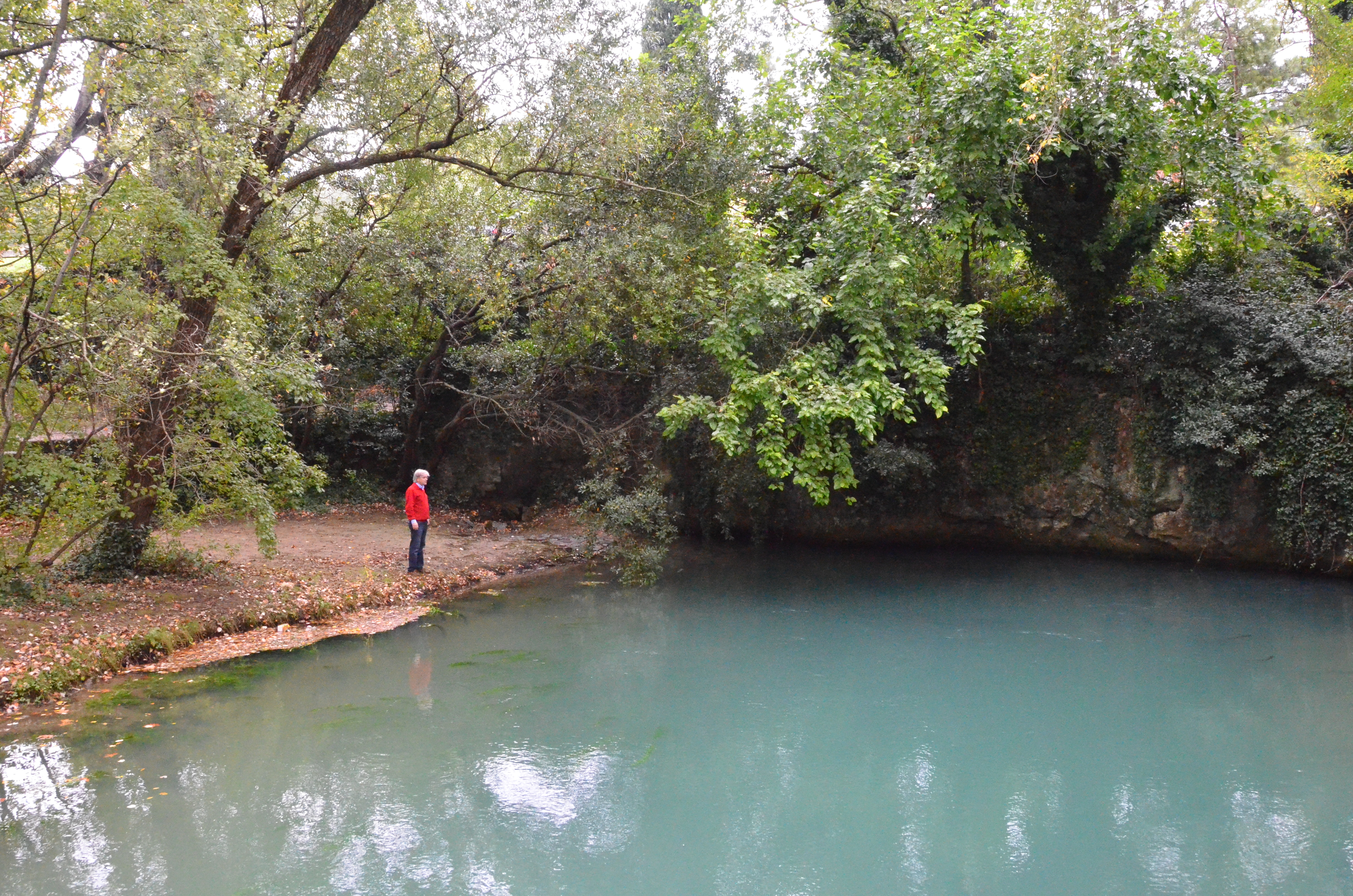
Eine der drei Quellen des Timavo

Er entspringt unterhalb des zwischen Monfalcone und Duino gelegenen Ortes San Giovanni al Timavo aus vier großen Karstquellen, und mündet, nachdem er sich nach der Hälfte des Weges mit dem Canale Locavez vereinigt hat, als Foce del Timavo in den Golfo di Panzano, eine Bucht des Golfs von Triest.
Mit 2 km Länge gilt der Timavo als einer der kürzesten Flüsse der Welt. Dies ist jedoch nur scheinbar so. Denn der Timavo fließt bis Škocjan in Slowenien als Reka gut 50 Kilometer oberirdisch, und durch die Höhlen von Škocjan, ein UNESCO-Welterbe, 35 Kilometer unterirdisch durch das Karstgebiet. Der unterirdische Verlauf ist, ab einem Höhlensee in 160 m Tiefe, weitgehend unbekannt. Wassermessungen zeigen, dass es weitere unterirdische Zuflüsse vom Karst (Kras, Carso) gibt, es könnte aber auch Rekawasser direkter zum Mittelmeer gehen.
Ende März 2024 fanden Höhlenforscher in 300 Metern Tiefe einen etwa 50 Meter hohen, 40 Meter breiten und etwa 100 Meter langen Raum, auf dessen Boden der Timavo fließt.

## Geschichte
San Giovanni al Timavo war zu römischer Zeit ein berühmter Ort. Hier lag früher der Hafen Lacus Timavi. Schon der römische Dichter Vergil hat den Timavo beschrieben. Dies ist der Ort, an dem die Argonauten des Jason und die Gefährten des Aeneas auf ihrer Flucht von Troja gelandet sein sollen. Hier sollen auch nach der Sintflut die ersten Überlebenden gelandet sein, worauf ihnen einer der vier Engel, die mit ihrer Trompete das jüngste Gericht verkünden, erschien. Auch in der Tabula Peutingeriana sind die Fontes Timavi verzeichnet. 
Im Quellbereich ließ der Consul Sempronius Tuditanus die tabula triumphalis sowie eine Statue aufstellen, um an seinen Sieg 129 v. Chr. in Aquileia zu erinnern, mit folgender Inschrift: [ac(?) per(?) ma]re(?) rt Tauriscos.C[arnosque---]/[in montib]us coactos m[ (ca. 10 Buchst.) ac(?) Iapudes]/[diebus te]r quineis qua[ter ibei super]avit [sueis]/[fausteis] signeis consi[lieis Semproni]os Tudita|nus. /[Ita Roma]e egit triumpu[m aedemque] dedit Tim|avo /[(ca. 9 Buchst.)]ria ei restitu[it ac magist]reis tradi|t.